# Аллертинский парк утилизации отходов
Аллертинский парк утилизации отходов — площадка для утилизации и сжигания отходов, расположенная на территории бывшего карьера в Аллертон Маулеверер, недалеко от города Нерсборо, Англия. Им управляет компания AmeyCespa от Совета графства Норт-Йоркшир и Муниципального совета города Йорка, объект способен перерабатывать 320 000 тонн бытовых отходов в год.
Ожидалось, что строительство объекта обойдётся в 1,4 миллиарда фунтов стерлингов за 25 лет, но, по оценкам экспертов, стоимость отказа от сжигания за тот же период времени составит 1,7 миллиарда фунтов стерлингов на оплату свалки и других расходов.
Несмотря на то, что он назван как просто мусоросжигательный завод, он также перерабатывает и использует биоразлагаемые отходы для производства биогаза, поэтому он известен как парк утилизации отходов. Участок находится недалеко от автомагистрали A168, в 4 милях (6,4 км) к востоку от Нерсборо и в 7 милях (11 км) к северу от Уэтерби.

## История
Поиск подходящего места для сжигания отходов как города Йорка, так и графства Норт-Йоркшир велся с середины 2000-х годов. До принятия решения о выборе участка в Аллертон Маулеверер рассматривалась площадка в бизнес-парке Марстон возле Токвита.
Проект вызвал противоречивые мнения среди жителей района и членов парламента, а петиция против завода, собравшая 10 000 подписей, способствовала судебному оспариванию и передаче петиции на Даунинг-стрит, 10. Совет графства Норт-Йоркшир утвердил план в октябре 2012 года, а окончательное одобрение было получено в сентябре 2014 года, даже после того, как правительство Великобритании объявило о прекращении финансирования в размере 65 млн фунтов стерлингов. Финансирование было частью директивы ЕС о целевых показателях утилизации отходов, однако 29 других проектов, находящихся на рассмотрении или утверждении, были признаны достаточными для выполнения директивы.
Для строительства завода была использована заброшенная часть карьера Аллертон Парк, из которого было вынуто 55 000 тонн земли для формирования отвалов под заводом. В карьере добывали песок и гравий, а также он использовался в качестве места захоронения отходов, причем разрешение на захоронение отходов было получено до 2030 года. Главный завод построен на дне части бывшего карьера, поэтому дымовая труба не кажется такой высокой, как ее 230-футовая (70 м) высота. Однако завод очень заметен в ландшафте, особенно с автострады A1(M) и прилегающей дороги A168.
Ожидается, что эксплуатация объекта в течение 25 лет обойдется в £1,4 млрд. Критики отмечали высокую стоимость проекта, в то время как советы городов Йорк и Норт-Йоркшир заявили, что проект позволит сэкономить £300 млн в течение 25 лет, поскольку сжигание мусора дешевле, чем захоронение отходов.

## Процесс
Завод может перерабатывать до 1 400 тонн отходов в день. В процессе переработки сначала отфильтровывается материал, пригодный для вторичной переработки, например пластик и металлы, затем удаляется весь биологически разлагаемый материал, который отправляется в анаэробный реактор и превращается в биогаз. Оставшиеся отходы сжигаются в мусоросжигательной печи, которая, по оценкам, производит более 218 ГВт-ч в год; этого количества электроэнергии достаточно для обеспечения энергией от 40 000 до 60 000 домов. Однако до 10 % отходов или остатков не могут быть переработаны и все равно отправляются на свалку (32 000 тонн).
Завод будет экспортировать более 74 000 тонн золы в год, которая будет продаваться строительным проектам. На территории завода также расположен центр для посетителей, чтобы люди могли увидеть завод в действии. Проект строительства более 2500 домов в парке Флаксби на противоположной стороне шоссе A1(M), вызвал интерес к использованию пара с завода для отопления новых домов.